# Sam Hess
Sam Hess (* 1951 in der Schweiz) ist ein Schweizer Autor und gilt als Medium. Er gibt an, mit Verstorbenen und anderen Geistwesen (Naturwesen) kommunizieren zu können.

## Leben
Sam Hess war 35 Jahre als Förster im Forstdienst tätig. Er berichtet, seit seiner Kindheit hellsichtig zu sein. Er schrieb einige Bücher, wurde in Zeitungen und Zeitschriften (u. a. GEO und Brückenbauer) interviewt und trat im Fernsehen auf. So wurde Sam Hess einem breiten Publikum als Geisterseher bekannt.

## Filme
In den Kinodokumentarfilmen Fenster zum Jenseits (2012) von O’Neil Bürgi und Die weisse Arche (2016) von Edwin Beeler wird Sam Hess porträtiert. Ebenso im Dokumentarfilm "Illusion Tod" von Johann Nepomuk Maier wird Sam Hess interviewt.

## Schriften
- Diesseits - Jenseits. Blick über die Schwelle des Todes. Eigenverlag des Autors, ISBN 978-3-9523241-1-0.
- Wanderer in zwei Welten. Sam Hess – Begegnungen mit Totengeistern und der anderen Dimension des Lebens. AT Verlag, Aarau/München 2010, ISBN 978-3-03800-490-5.
- Verbindung in die jenseitige Welt. Die Seele auf dem Weg zur universellen Einheit. AT Verlag, Aarau/München 2013, ISBN 978-3-03800-726-5.
- Geist der Geister. Streifzüge durch unbekannte Welten. Books on Demand GmbH, In de Tarpen 42, D-22848 Norderstedt, ISBN 978-3-945952-74-0.
- Die Welt der Naturgeister. Zwerge, Feen und Nymphen wahrnehmen und sich mit ihnen verbinden. Nymphenburger Verlag, Stuttgart, ISBN 978-3-485-03022-9.
- Ich bin dir so nah. Geheimnis und Magie der Dualseelen. Nymphenburger Verlag, Stuttgart, ISBN 978-3-96860-045-1.
- Die Welt der Naturgeister. Das Arbeitsbuch. Nymphenburger Verlag, Stuttgart, ISBN 978-3-96860-053-6.
- Die Weisheit der Baumwesen. Nymphenburger Verlag, Stuttgart, ISBN 978-3-96860-087-1.